# László Gyimesi
László Gyimesi (8 september 1957) is een Hongaars voormalig voetballer.
Gyimesi speelde in zijn bijna twintigjarige carrière maar voor drie clubs. In 1974 maakte hij zijn professioneel debuut bij Honved Boedapest. Met de club behaalde hij vijf landstitels en eenmaal won hij de Hongaarse beker.Hij speelde er 290 wedstrijden en scoorde 37 doelpunten.
In 1988 verhuisde hij naar KRC Genk. In vier seizoenen kwam hij 86 maal in actie en scoorde 17 keer.
In 1992 verhuisde hij naar Bilzerse VV die op dat moment op het zesde niveau speelden en waar hij in 1997 zijn carrière afsloot na 70 wedstrijden en 21 doelpunten.
Gyimesi speelde vijftien keer voor de nationale ploeg. Hij maakte 1 doelpunt.